# Saint-Pierre (Saint-Pierre i Miquelon)
Saint-Pierre – stolica francuskiego terytorium zależnego Saint-Pierre i Miquelon położona na wyspie Saint-Pierre. Zamieszkana przez ok. 6 200 osób (2005). Znajduje się tam baza rybacka oraz międzynarodowy port lotniczy, zapewniający połączenia z Kanadą oraz wyspą Miquelon. 